# Канту, Николас
Николас Канту́ (англ. Nicolas Cantu, род. 8 сентября 2003, Остин, Техас, США), также известный под ником Junky Janker, — американский актёр, комик, видеопродюсер, аниматор и ютубер.

## Биография
Канту наиболее известен благодаря своим ролям Гамбола Уоттерсона в мультсериале «Удивительный мир Гамбола» и принца Джеймса в мультсериале «София Прекрасная». Его YouTube-канал насчитывает более 425 тысяч подписчиков. Канту также снимался в сериале «Ходячие мертвецы: Мир за пределами» и озвучил Леонардо в мультфильме «Черепашки-ниндзя: Погром мутантов».

## Личная жизнь
Канту вырос в Сан-Антонио, Техас, и получал образование в начальной школе «Стоун-Оук». Когда ему было 10, он переехал в Лос-Анджелес, Калифорния, но в 2022 году вернулся в Сан-Антонио. Канту — заядлый геймер.
В 2022 году совершил каминг-аут в Twitter, заявив о своей пансексуальности.

## Творчество

### Кино
| Год  | Название                          | Роль     | Комментарии            | Пр.    |
| ---- | --------------------------------- | -------- | ---------------------- | ------ |
| 2017 | Эй, Арнольд! Кино из джунглей     | Кёрли    | Голос; телефильм       | [ 8 ]  |
| 2017 | Невозможная радость               | Томас    | Короткометражный фильм |        |
| 2017 | Викинги                           | Джоуи    |                        |        |
| 2022 | Фабельманы                        | Харк     |                        | [ 9 ]  |
| 2023 | Черепашки-ниндзя: Погром мутантов | Леонардо | Голос                  | [ 10 ] |

### Телевидение
| Год(ы)    | Название                                       | Роль                                                                      | Пр.           |
| --------- | ---------------------------------------------- | ------------------------------------------------------------------------- | ------------- |
| 2016—2017 | Lego Звёздные войны: Приключения изобретателей | Роуэн Фримейкер (голос) (31 эпизод)                                       |               |
| 2016—2018 | Червяк из будущего                             | Пако (голос) (6 эпизодов)                                                 |               |
| 2016—2018 | София Прекрасная                               | Принц Джеймс (голос) (14 эпизодов)                                        |               |
| 2016—2019 | Суперкрошки                                    | Дополнительные голоса                                                     |               |
| 2017—2019 | Удивительный мир Гамбола                       | Гамбол Уоттерсон, Юмор, Тревога, Закариан Лопес Кирби (голос) (71 эпизод) |               |
| 2017      | Училки                                         | Квинн (1 эпизод)                                                          |               |
| 2017      | Приколисты                                     | Ребёнок #1 (1 эпизод)                                                     |               |
| 2017      | Дом Рэйвен                                     | Трэвис (1 эпизод)                                                         |               |
| 2018      | В лучшем мире                                  | Рэймонд (1 эпизод)                                                        |               |
| 2019      | Пейдж и Фрэнки                                 | Джексон (1 эпизод)                                                        |               |
| 2019      | От Сидни к Максу                               | Доминик (1 эпизод)                                                        |               |
| 2019      | Утиные истории                                 | Б.O.Й.Д. (голос) (1 эпизод)                                               | [ 11 ]        |
| 2019      | Магнаты средней школы                          | Уинстон (голос) (4 эпизода)                                               |               |
| 2019—2020 | Единорог                                       | Эндрю                                                                     |               |
| 2019—2020 | Драконы. Команда спасения                      | Дак (голос) (26 эпизодов)                                                 | [ 11 ]        |
| 2020      | Где Уолли?                                     | Рис (голос) (1 эпизод)                                                    |               |
| 2020—2021 | Ходячие мертвецы: Мир за пределами             | Элтон Ортис (20 эпизодов)                                                 | [ 11 ] [ 12 ] |
| 2020      | Дружные мопсы                                  | Тея (голос) (1 эпизод)                                                    |               |
| 2021      | Новичок                                        | Деннис Керн (1 эпизод)                                                    |               |
| 2021      | 9-1-1: Одинокая звезда                         | Джей-Джей (2 эпизода)                                                     |               |
| 2021—2022 | Космобой                                       | Энсайн Мейнстей (голос) (2 эпизода)                                       |               |
| 2022      | Гриффины                                       | Страшеклассник возле трибун (голос) (1 эпизод)                            |               |
| 2022      | Чудаки                                         | Гладкий Джейсон, Складка (голос) (2 эпизода)                              |               |
| 2023      | Американец китайского происхождения            | Эпизод: «Hot Stuff»                                                       |               |
| 2023      | Хейли в деле!                                  | Отто (голос) (1 эпизод)                                                   |               |
| 2023      | Остров черепа                                  | Чарли (голос) (8 эпизодов)                                                | [ 11 ] [ 13 ] |
| 2024—н.в. | Черепашки-ниндзя: Истории                      | Леонардо (голос)                                                          | [ 14 ]        |

### YouTube
С 1 августа 2016 года ведёт YouTube-канал под псевдонимом junky janker. На канале актёр делится своими анимациями, шутками и пародиями. По состоянию на декабрь 2023 года канал имеет 428 тысяч подписчиков, а приблизительный доход с канала в месяц составляет от 67 до 536 долларов.

## Номинации
| Год  | Награда       | Категория                                   | Проект                                           | Резуьтат  | Пр.    |
| ---- | ------------- | ------------------------------------------- | ------------------------------------------------ | --------- | ------ |
| 2018 | Энни          | Лучшая озвучка в анимационной телепрограмме | «Удивительный мир Гамбола», эпизод: «The Grades» | Номинация | [ 17 ] |
| 2019 | Молодой актёр | Лучшая озвучка: актёр-подросток             | «София Прекрасная»                               | Номинация | [ 18 ] |

## См. Также
- Сет Грин–Актёр также озвучивший Леонардо в предыдущей адаптации Черепашек ниндзя, и также озвучивший Схожего с Гамболом комедийного персонажа